# Wielorybinkopodobne
Wielorybinkopodobne (Cetomimoidea) – nadrodzina niedużych, morskich, głębokowodnych ryb promieniopłetwych z rzędu stefanoberyksokształtnych (Stephanoberyciformes), przez część systematyków podnoszona do rangi rzędu wielorybinkokształtnych (Cetomimiformes).

## Występowanie
Wszystkie oceany, na głębokościach poniżej 3500 m p.p.m.

## Cechy charakterystyczne
Kształtem ciała przypominają wieloryby. Cechuje je całkowity brak promieni twardych we wszystkich płetwach, bardzo duży otwór gębowy, rozciągliwy żołądek i brak pęcherza pławnego. Oczy od dobrze rozwiniętych do szczątkowych. Bardzo dobrze rozwinięta linia boczna zbudowana jest z dużych, pustych w środku struktur. Na ciele występuje tkanka luminescencyjna. Płetwy grzbietowa i odbytowa są położone daleko w tyle ciała, naprzeciwko siebie. Wyraźny dymorfizm płciowy – samice są kilkukrotnie większe od samców.

## Systematyka
Do wielorybinkopodobnych zaliczane są rodziny:
- Gibberichthyidae
- Rondeletiidae
- Barbourisiidae – aksamitkowate
- Cetomimidae – wielorybinkowate

Wcześniej wyróżniano jeszcze rodziny:
- Megalomycteridae,
- Mirapinnidae.

Badania genetyczne wykazały jednak, że zaliczane do nich gatunki są różnymi formami rozwojowymi rodziny Cetomimidae. Obecnie wszystkie trzy rodziny klasyfikowane są jako Cetomimidae.